# باییانگ
باییانگ یک شهر در چین است که در سین‌کیانگ واقع شده‌است.